# 諏訪部順一
諏訪部順一（日语：／ Suwabe Junichi，1972年3月29日—）是日本的男性聲優、旁白、電台主持。目前隸屬於東京俳優生活協同組合（俳協）。

## 人物介紹

### 概要

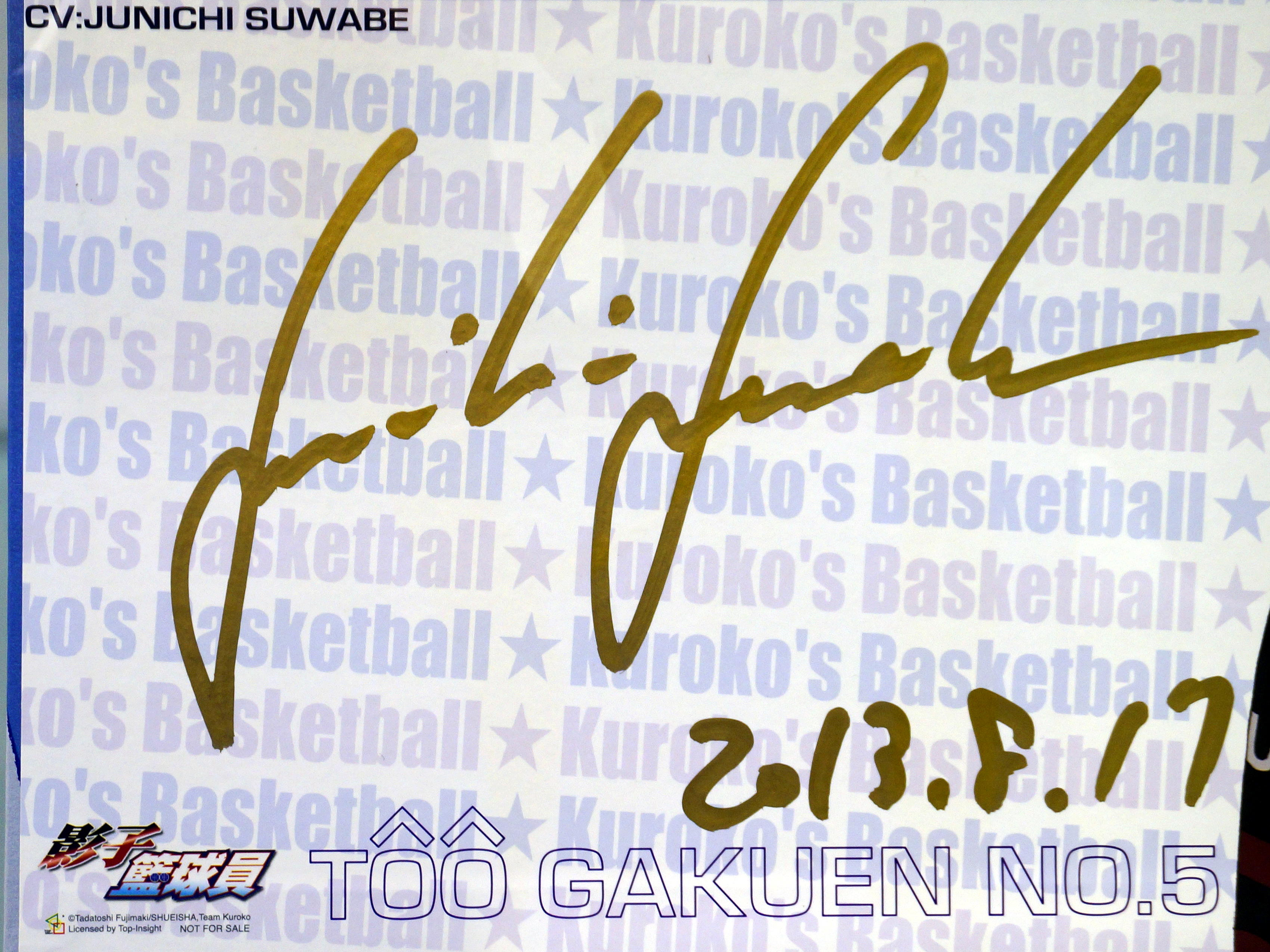
諏訪部順一簽名

- 在官方網站公開的日記上刊登的必定是本人拍攝的照片。
- 好像給人先入爲主的印象，本人實際上並沒有說過「HI! 我是諏訪部!」這樣模仿DJ語調的話，卻在聲優界非常流行。（但他在心跳回憶 Girl's Side十周年文化祭終於說了，然後杉田智和立即說他在短信鈴聲中看過）
- 愛犬名為，是公的短毛吉娃娃但常被路人誤認為豆柴，生日是2004年7月29日。自述每天都會遛狗兩次並且風雨無阻。
- 相當喜歡狗，曾經在幕末Rock特典中提到心目中的樂園是被許多小狗們幸福包圍的場景。在做為遊佐浩二の明るい家族計画第一季一二集來賓時，遊佐浩二提到為了回應諏訪部的期待，兩人前往位於群馬縣的世界名犬牧場。
- 喜好小酌，在聲優業界有不少酒友。2014年8月31日開始由AT-X播放，內容為每集邀請聲優同飲並暢談相關趣事，受邀來賓依序為遊佐浩二、鳥海浩輔、下野紘、木村良平、野島裕史和石川界人。2015年12月18日開始續作，目前來賓為鈴木達央、前野智昭、小野大輔、吉野裕行、安元洋貴、代永翼、速水獎、保村真、山下大輝、小野賢章和羽多野涉。
- 聲優界中著名的愛車之人，18歲的時候已經取得駕駛執照。2014年10月25日推出了UNLIMITED MOTOR WORKS的DVD[1]，來賓為業界同樣以愛車出名的三木真一郎，兩人試駕並大聊高級超跑。從第一次購買汽車至今，曾經擁有的汽車數量為30台[2]。自己亦有收藏數台汽車（4輛）、摩托車和單車；爱车包括：
（汽車類）Nissan Skyline（'72y GC10 custom）[3]、Lotus Elise（Phase2 type25）、Alfa Romeo 156 Sportwagon、Ferrari 328GTB（Euro ver.）
（機車類）NSR250R SP（REPSOL）、FORZA Z
- 非常喜歡收藏運動鞋，家中有超過一百對以上的運動鞋。[4]
- 擁有豐富的電器知識，從未試過檢查電器時失手。間中會在廣播節目、Twitter和部落格中提及有關電器製品的事情。
- 3C愛用者，尤其愛用Apple的Mac和iPhone，也曾貼出過還在測試階段的概念GOOGLE Glass[5]，曾在Twitter透露自己過去在秋葉原的Mac專賣店工作過（68k Mac系列時期）[6] ，家裡甚至有由麥金塔主機殼製作的傘筒。[7]
- 似乎非常討厭菸味。在Twitter上提過，喜歡店家的料理、卻因為討厭菸味而不想去的餐廳數不算少。[8]
- 經常在出席聲優或動畫等等的活動時，cosplay自己所演繹的角色。但是曾經在廣播節目中提到自己並不是特別喜歡cosplay，只是希望在觀眾面前呈現出「（自己所配的）角色就在這裡」。
- 在不少粉絲眼中，是一位細心和敬業樂業的聲優和一位十分關心後輩的前輩。
- 曾在Twitter表示：我不會稱你們為「粉絲」。「我是不會稱呼你們為『粉絲』的，因為一旦讓你們戴上了粉絲的面具，那麼就無法看清楚每一個人了。我覺得你們每個人都有自己的名字，並且內心的情緒也都不一樣哦。所以說，我從來都只用『為我加油的你』來稱呼你們。雖然有些麻煩對不住就是了（笑）。」[9]為此，不少粉絲激動地表示：「不愧是諏少！我有種被重視的感覺。」
- 2016年3月16日開始使用Instagram，和官網一樣刊登了由本人拍攝的照片，文字說明部分以英文為主。
- 2014年3月1日開始，每天都會在Twitter上發佈「今日誕生日の貴方、おめでとう！！（恭喜在今天生日的你！）」，而且永遠是第一則Tweet。自從開始使用Instagram後，兩方都會發佈。
- 2016年6月 手繪的吉祥物あかういんな實體化 於2016年9月開始販售 另外還有2種尺寸的大小。

### 特色
- 擁有磁性的男中音，自言平時說話會比配音常用的聲線還高。
- 動畫配音的角色基本上沒有固定的類型，由少年到中年，溫順、野性、性感、熱血、冷酷等等的角色都有飾演過，算是一名萬能型的聲優。
- 在非以唱歌為主的男聲優中，擁有相當不俗的歌藝。
- 曾為齋賀光希於PEACE MAKER鐵的角色歌『君想うシプレ』填詞。偶有為自己以跡部景吾、乙女番長、乙JAPAN、フェロ☆メン名義演唱的歌填詞。
- 除了每天Twitter的慶生文外也常提字，如フェロ☆メン專輯いろは唄、鳥海浩輔出道20周年紀念著作てきとう和自己的「諏訪部順一のとびだせ！のみ仲間」DVD封面都是本人寫的字。
- 為「謎の新ユニットSTA☆MEN」的廣播劇CD『ガッツバトラーG』的主題曲作曲和填詞。
- 經常擔當電台節目和聲優或動畫等等活動的主持人。
- 因為與自己的角色跡部景吾在同樣的地方有一顆淚痣而成為了他的個人商標。

### 經歷
- 小學的志願是國會議員，加入過足球部。中學時代和小學時代都是校內的廣播員。高中入讀了兩學期制的私服學校，加入了校內電影制作相關的屬會。

- 大學時主修社會學，副修中文，是少數有大學學歷的聲優。曾因被中國語老師（男）邀請到其家一起洗澡而感到困擾。大學時亦有參與電影制作相關的屬會，自此希望成為監制。

- 大學畢業後，試過不同工作後，在職的同時進入俳協所屬的養成所（俳協ボイスアクターズスタジオ第8期生）學習。二十多歲時擔任黃金時段為首的很多電視節目、廣告等的解說和旁白。一個月工作超過90本，作為旁白的資歷在同輩中出類拔萃。

- 開始當聲優時主要擔當旁白和電台主持，自從出演了網球王子中的跡部景吾後，動畫的配音工作也漸漸增加。

- 2002年時於一次與岸尾大輔、鈴村健一、高橋廣樹、鳥海浩輔和保村真一起的酒會中討論到成立聲優團體的事情。全員意氣相投的前提下，成立了「謎の新ユニットSTA☆MEN」，成員為岸尾大輔、鈴村健一、諏訪部順一、高橋廣樹、鳥海浩輔、保村真、吉野裕行，並擔當隊長一職。2013年3月謎の新ユニットSTA☆MEN宣布無限期終止活動，目前未正式發表解散，作為團體中子團的フェロ☆メン（諏訪部、鳥海）仍陸續推出新專輯及EP。

- 跡部景吾一角擁有極高人氣。在2005年3月30日，以跡部景吾名義發售的單曲『理由/E気持』在同年4月11日的Oricon周榜上初上榜排名第9位。另外，2006年10月4日發售的專輯『THE ULTIMATE HARD WORKER』，即使在動畫放映已經結束的情況下，在同年10月16日在Oricon上初上榜排名第21位，是當時男性動畫角色CD最高銷售紀錄。

- 2007年7月，曾與皆川純子和津田健次郎一同到上海參與網球王子宣傳活動。

- 與鳥海浩輔一起以「フェロ☆メン」名義於2010年3月24日發行翻唱作品『いろは唄』，首日發行得到ORICON第9位的佳績。

- 2012年以ST☆RISH（歌之王子殿下）名義與寺島拓篤、鈴村健一、谷山紀章、宮野真守和下野紘一起得到第6回聲優獎歌唱賞。

- 2013年得到第7回聲優獎助演男優賞。

- 2013年8月，曾與小野賢章一同到台灣參與影子籃球員宣傳活動。

- 2013年11月，曾至新加坡參與Anime Festival Asia宣傳宇宙浪子。

- 2014年9月，曾赴美至亞特蘭大宣傳宇宙浪子。

- 2016年7月，赴美至洛杉磯參加ANIME EXPO。

- 2017年2月，再次到台灣為影子籃球員劇場版LAST GAME宣傳。

- 2018年得到第12回聲優獎助演男優賞。

- 2023年得到第17回聲優獎富山敬賞[10]。

- 2024年1月開始，因健康上的原因暫時進行休養[11]，於同年1月22日賦歸。

## 演出作品
※粗體字表示說明飾演的主要角色。

### 電視動畫
1996年
- 逮捕令（裁判）

1997年
- 尼克斯特戰記EHRGEIZ（MV第3隊隊長、保安員、TERRA同志A、TERRA同志）
- 烈火之炎（觀眾B）

1998年
- AWOL -Absent Without Leave-（ソロモンオペレーター）
- DT戰士（愛因）

1999年
- 麻辣教師GTO（藤吉晃二、學生、攝影師）

2000年
- 銀裝騎攻Ordian（グリセリン）
- NieA_7（DJ）
- 幻影死神（男子C）

2001年
- X（桃生封真）
- 逮捕令 SECOND SEASON（男子）
- 地球防衛家族（新聞主播）

2002年
- 超重神GRAVION（愛力克斯・史密斯）
- Chobits（小島良由起）
- 網球王子（跡部景吾）
- Heat Guy-J（ブルース・デュリア）

2003年
- 星際少年隊（里歐尼特）
- GAD GUARD（刃）
- 萬花筒之星（伊昂）
- 吉爾伽美什（トリア）
- PEACE MAKER鐵（吉田稔麿）
- 魔法使的條件（小山田雅美）

2004年
- SD鋼彈FORCE（パープルドーガ）
- 機動戰士GUNDAM SEED DESTINY（史汀格・歐格雷、馬力克、馬茲）
- 魔法少年賈修（福立托）
- 超重神GRAVION 第二部（愛力克斯・史密斯）
- 親愛一族（野仲宏史）
- 天上天下（豬里彈）
- 鋼之鍊金術師（古利德）
- 爆裂天使（モニターマンB）

2005年
- 武器種族傳說（沙威魯多）
- 增血鬼果林（真紅煉）
- 高機動交響曲GPO（野口直也）
- 極上生徒會（金城一博）
- 灼眼的夏娜（“狩人”法利亞格尼）
- 變形金剛：銀河之力（Tim Hansen）
- 聖魔之血（該隱・奈特羅德）
- 蜜桃女孩（大路吾郎）
- 血戰 BLOOD+（馮・阿爾傑諾）

2006年
- OBAN STAR-RACERS（Rick Thunderbolt）
- 銀魂（五衛門）
- 彩雲國物語（茶草洵）
- 地獄少女 二籠（杉田宏久）
- 少年陰陽師（榎岦齋）
- 飛天小女警Z（米歇爾、葛雷特米歇爾）
- 暗夜第六感（三雲玄吾）
- NANA（高倉京助）
- 真仙魔大戰（助太刀悟空、トン魔戒、三象法師）
- Fate/stay night（Archer）
- BLEACH（葛力姆喬·賈卡傑克）
- 南島的小飛機小鳥（JJ）

2007年
- 墓場鬼太郎（化け草履）
- 鋼鐵三國志（甘寧興霸）
- 鋼鐵神吉克（司馬宙）
- 灼眼的夏娜 II（“狩人”法利亞格尼）
- 天翔少女（飛崎陣）
- 無敵偵探貴公子（信濃晴嵐）
- 殭屍借貸（芝玲一郎）
- 龍鳴（奇歐）
- 火影忍者（晴明：#220）
- 交響情人夢（菊池亨）
- 戀愛情結（舞竹國海）
- 魔法人力派遣公司（貓屋敷蓮、三輪先生）
- 灣岸Midnight（石田義章）

2008年
- 雨夜之月（梵天）
- 吸血鬼騎士（架院曉）
- 吸血鬼騎士 Guilty（架院曉）
- 黑執事（葬儀社）
- KERORO軍曹（元エアコン）
- 屍姬（壬生貞比呂）
- 隱之王（清水雷光）
- BUS GAMER（中條伸人）
- BLASSREITER（瑪德懷特・紮金）
- 天之霸王 北斗神拳雷奧外傳（リュウロウ）
- 魔法學園MA（アガリアレプト、旅行武士）
- 魍魎之匣（青木文蔵）
- 幻影少年（白銀）
- Little Village People（サンダー紙袋）

2009年
- 鋼殼都市雷吉歐斯（薩瓦利斯・魯肯斯）
- 屍姫 玄（壬生貞比呂）
- 07-GHOST 神幻拍檔（弗拉烏）
- 蒼天航路（曹昂）
- 天國少女（曹望青）
- 旋風管家 第二季（神父－黎・雷吉歐史達）
- 潘朵拉之心（雷姆・魯內傑）

2010年
- 大神與七位夥伴（羊飼士狼）
- 學園默示錄（小室孝）
- 海月姫（鯉淵修）
- 黑執事II（葬儀社）
- 鶺鴒女神（冰峨泉）
- 偵探歌劇 少女福爾摩斯（旁白、夏洛克・福爾摩斯）
- 傳說的勇者的傳說（米蘭・弗洛瓦德）
- Battle Spirits 少年激霸彈（銀河渡邊、潘帝拉）
- Battle Spirits Brave（旁白）
- 變身！公主偶像（清風セイフー）
- 妖精的尾巴（弗里德・賈斯汀）
- FORTUNE ARTERIAL -紅色約定-（千堂伊織）
- 四疊半宿舍，青春迷走（城崎）
- 變形金剛進化版（辛特龍 / 御天至尊）

2011年
- 天魔黑兔（黑守・菲利葉・優一）
- 歌之☆王子殿下♪ 真愛1000%（神宮寺蓮）
- 我們沒有羽翼（成田隼人）
- 機動戰士鋼彈AGE（拉克托・艾爾法梅）
- 偵探歌劇 少女福爾摩斯（旁白）
- 死囚樂園（玉木常長）
- 哆啦A夢（綁匪B）
- 夏目友人帳 參（的場靜司）
- 爆漫王。（福田真太）
- 爆漫王。2（福田真太）
- Battle Spirits 霸王（旁白、銀河渡邊）
- 花開物語（次郎丸太郎）
- 請認真的和我戀愛！！（源忠勝）

2012年
- 創聖機械天使EVOL（多納爾・丹特斯）
- 元氣少女緣結神（惡羅王／毛利霧仁）
- 王者天下（昌平君）
- 影子籃球員（青峰大輝）
- 坂道上的阿波羅（桂木淳一）
- 新網球王子（跡部景吾）
- SKET DANCE（黑田）
- 聖鬥士星矢Ω（獵戶座 伊甸）
- 絕園的暴風雨（鎖部夏村）
- 男子高中生的日常（孝宏的朋友）
- 偵探歌劇 少女福爾摩斯 ~第二幕~（旁白、夏洛克・福爾摩斯）
- 超譯百人一首戀歌（在原業平）
- 夏目友人帳 肆（的場靜司）
- 惡魔高校D×D （瑟傑克斯・路西法）
- 爆漫王。2（海獺11號）
- 爆漫王。3（福田真太）
- Battle Spirits Sword Eyes（守護者）
- 冰菓（小成）
- 天才黃金腦～神之謎 第二季（奥寺八郎）
- 魔奇少年 The Labyrinth of Magic（賈米爾）
- 名偵探柯南（兵頭順治：#661-662）
- 最強學生會長（黑神真黑）

2013年
- 歌之☆王子殿下♪ 真愛2000%（神宮寺蓮）
- 宇宙戰艦大和號2199（佛姆特・巴格）※在2012年於電影院先行上映
- 有頂天家族（下鴨矢一郎）
- 黑色嘉年華（黑白）
- 影子籃球員2（青峰大輝）
- Q弟偵探因幡（因幡洋）
- 銀河機攻隊 莊嚴皇子（路美思）
- 王者天下2（昌平君）
- 最強銀河 究極ZERO Battle Spirits（流星霧牙）
- THE UNLIMITED 兵部京介（安迪・日宮）
- 惡魔倖存者2（峰津院大和）
- 東京闇鴉（六人部千尋）
- 惡魔高校D×D NEW（瑟傑克斯・路西法）
- 旋風管家Cuties（神父－黎・雷吉歐史達）
- 兄弟鬥爭（朝日奈要）
- 蒼翼默示錄Alter Memory（雷利烏斯・克洛弗）
- 機巧少女不會受傷（克魯爾）
- 魔奇少年 The Kingdom of Magic（賈米爾）
- 蟲奉行（真田幸村）
- 眼鏡部！（三鍋友紀也）
- 當不成勇者的我，只好認真找工作了。（列德）
- 飆速宅男（寒咲通司、羊先生）
- 直笛與背包 Mi☆（吉岡學長）
- 魯邦三世 微風公主 〜隱藏的空中都市〜（バナード）
- ONE PIECE（威爾可）

2014年
- 晨曦公主（綠龍〈翟鶴〉）
- 惡魔的謎語（犬飼惠介）
- 甘城輝煌樂園救世主（栗栖隆也）
- WIZARD BARRISTERS～弁魔士賽希爾（鮫岡生羽）
- 黑執事 Book of Circus（葬儀社）
- 宇宙浪子（丹迪）
- 宇宙浪子 第二季（丹迪）
- 元氣囝仔（川藤鷹生）
- 妖精的尾巴（新系列）（弗里德・賈斯汀）
- Fate/stay night [Unlimited Blade Works] （Archer）
- Pripara（赤井眼鏡哥）
- 魔法科高中的劣等生（十文字克人）
- 飆速宅男 GRANDE ROAD（寒咲通司）
- 幕末Rock 超魂（馬修·加爾布雷思·佩里·JR)

2015年
- T宝的悲惨日常 夢幻編（不可讀其名的那個動物）
- 歌之☆王子殿下♪ 真愛革命（神宮寺蓮）
- 影子籃球員3（青峰大輝）
- 科學小飛俠Crowds（鳥山ミリオ）
- 元氣少女緣結神◎（惡羅王／霧仁）
- 鋼彈 Reconguista in G（裘岡）
- GANGSTA.（沃里克・阿爾坎傑羅）
- GATE 奇幻自衛隊 在彼方的土地，如斯的戰鬥（伊丹耀司）
- 食戟之靈（葉山煌）
- JOJO的奇妙冒險 星塵鬥士（狄倫斯 T・達比）
- 高校星歌劇（鳳樹）
- 偵探歌劇 少女福爾摩斯 TD（旁白）
- 惡魔高校D×D BorN（瑟傑克斯・路西法）
- Battle Spirits 烈火魂（大六天魔王／天魔信長）
- Fate/stay night（ufotable版）（Archer）
- Pripara 第二季（赤井小姐的哥哥）
- DD北斗之拳2 草莓味（修武、托席）
- 青年黑傑克（奇利柯軍醫）
- 百合熊風暴（一生・性感）
- 境界觸發者（二宮匡貴）

2016年
- 潮與虎（神野）
- 歌之☆王子殿下♪ 真愛傳說之星（神宮寺蓮）
- 制約之絆（山田一直）
- 金田一少年之事件簿R 第2期（月見里光：#38-41）
- GATE 奇幻自衛隊 在彼方的土地，如斯的戰鬥 2 炎龍篇（伊丹耀司）
- 紅殼的潘朵拉（伊恩・庫爾茨）
- 食戟之靈 貳之皿（葉山煌）
- 雙星之陰陽師（天若清弦）
- 夏目友人帳 伍（的場靜司）
- Battle Spirits Double Drive（桑德拉特）
- 春太與千夏～春太與千夏共度青春～（渡邊琢哉）
- Pripara 第三季（赤井小姐的哥哥）
- 疾走王子Alternative（久我恭介）
- 我的英雄學院（相澤消太）
- 魔法少女什麼的已經夠了啦。（柚香的父親）
- 爆音少女！！（中野欽史）
- 不愉快的妖怪庵（立法）
- 吸血鬼僕人（暴食）
- 槍彈辯駁3 －The End of 希望峰學園－ 未來篇（逆藏十三）
- 槍彈辯駁3 －The End of 希望峰學園－ 絕望篇（逆藏十三）
- 文豪Stray Dogs 第2期（織田作之助）
- Yuri!!! on ICE（維克托・尼基福羅夫）
- 終末的伊澤塔 （貝格曼）
- 魔法少女什麼的已經夠了啦。第二季（圓形的人、柚香的父親）

2017年
- 亞人醬有話要說（高橋鐵男）
- ACCA13區監察課（格羅蘇拉）
- 飆速宅男 NEW GENERATION（寒咲通司）
- 青之驅魔師 京都不淨王篇（藤堂三郎太〈青年〉）
- 來自「没有荣耀的天才们」的故事（アナウンサー）
- 我的英雄學院 第2期（相澤消太）
- 黑色五葉草（夜見介大）
- 高校星歌劇 第2期（鳳樹）
- 有頂天家族2（下鴨矢一郎）
- 夏目友人帳 陸（的場靜司）
- 最遊記RELOAD BLAST（賽太歳）
- 將國戡亂記（阿非利加）
- 梵諦岡奇蹟調查官（羅貝多・尼可拉斯）
- Fate/Apocrypha（齊格飛）
- 異世界食堂（店主）
- 食戟之靈 餐之皿（葉山煌）
- Dies irae（萊恩哈特·海德里希）
- Code:Realize ～創世的公主～（亞伯拉罕·凡赫辛）
- 魔法使的新娘（塞斯·諾艾爾）

2018年
- 愛吃拉麵的小泉同學（帥哥男子）
- 續 刀劍亂舞－花丸－（千子村正）
- 飆速宅男 GLORY LINE（寒咲通司）
- 霸穹 封神演義（玉鼎真人）
- 妖精森林的小不點（旋毛丸）
- 牙鬥獸娘（旁白）
- 宇宙戰艦提拉米蘇（伏爾加·漢默）
- 銀河英雄傳說 Die Neue These 邂逅（巴爾·馮·奧貝斯坦）
- 琴之森（阿字野壯介）
- 美男高校地球防衛部HAPPY KISS！（喜屋良弁太郎）
- 和風喫茶鹿楓堂（東極京水）
- 後街女孩（曼德林木下）
- 夢王國與沉睡中的100位王子殿下（道格拉斯）
- 暮光幻影（黑刑）
- LORD of VERMILION 紅蓮之王（葵順）
- 宇宙戰艦提拉米蘇II（伏爾加·漢默）
- JoJo的奇妙冒險 黃金之風（雷奧·阿帕基）
- 來自繽紛世界的明日（一柳柊生）
- 梅露可物語 -無精打采的少年與瓶中少女-（大地天賦者／澤弗洛達依）
- 我的英雄學院 第3期（相澤消太）
- 刀劍神域 Alicization（貝爾庫利·辛賽西斯·汪）

2019年
- 不愉快的妖怪庵 续（立法）
- 鑽石王牌 actII（円城蓮司）
- 賢惠幼妻仙狐小姐（中野）
- 皿三昧（Keppi）
- 鬼滅之刃（響凱）
- 卡罗尔与星期二（凱爾）
- 入間同學入魔了！（巴力）
- 我的英雄學院 第4期（相澤消太）
- 歌舞伎町夏洛克（哈德遜夫人）
- 刀劍神域 Alicization War of Underworld（貝爾庫利·辛賽西斯·汪）
- 偶像夢幻祭（亂凪砂）
- 非槍人生NO GUNS LIFE（乾十三）
- 食戟之靈 神之皿（葉山煌）
- PSYCHO-PASS 第三季（入江一途）
- Battle spirits Saga Brave (旁白)

2020年
- 空挺Dragons（吉布斯）
- 請在伸展台上微笑（柳田一）
- 織田肉桂信長（本願寺世良）
- 閃躍吧！星夢☆頻道（眼鏡哥）
- 文豪與鍊金術師 ～審判的齒輪～（芥川龍之介）
- 王者天下3（昌平君）
- 食戟之靈 豪之皿（葉山煌）
- 啄木鳥偵探處（森鷗外）
- LISTENERS 聆聽者（殿下）
- 大欺詐師（羅蘭·提耶里）
- 非槍人生NO GUNS LIFE 第2期（乾十三）
- 刀劍神域 Alicization War of Underworld -THE LAST SEASON-（貝爾庫利·辛賽西斯·汪）
- 魔王學院的不適任者～史上最強的魔王始祖，轉生就讀子孫們的學校～（梅都因·卡沙）
- 咒術迴戰（兩面宿儺）
- 在魔王城說晚安（剪刀魔術師）
- 池袋西口公園（Zero One）
- 魔法科高中的劣等生 來訪者篇（十文字克人）
- 闇影詩章（尤里亞斯·佛蒙多）

2021年
- 天地創造設計部（水島/水星）
- 怪物事變（隱神鼓八千）
- 境界觸發者 2nd season（二宮匡貴）
- 裏世界遠足（威爾·德雷克中尉）
- Re:從零開始的異世界生活 2nd season（赫克特）
- 怪病醫拉姆尼（紅葉）
- 文豪Stray Dogs 汪！（織田作之助）
- 我的英雄學院 第5期（相澤消太、宍田獸郎太）
- 再見了，我的克拉默（深津吾朗）
- MARS RED（前田義信）
- 名偵探柯南（西野澄也）
- 龍先生、想要買個家。（ウェアパンサー）
- 歌劇少女!!（安道守）
- 魔法科高中的優等生（十文字克人）
- 入間同學入魔了！ 第2期（巴力）
- 異世界食堂2（店主）
- 特斯拉筆記（米奇·米勒）
- BUILD DIVIDE -#000000-（道格拉克）
- 三角窗外是黑夜（逆木一臣）
- 境界觸發者 3rd season（二宮匡貴）
- 世界頂尖的暗殺者轉生為異世界貴族（狗仔）

2022年
- TRIBE NINE（鳯王次郎）
- 東京24區（口切鑑／Zeroth）
- 與變成了異世界美少女的大叔一起冒險（慎）
- SPY×FAMILY間諜家家酒（＜花園＞店長）
- 王者天下4（昌平君）
- RPG不動產（コーラン）
- 社畜想被幼女幽靈療癒。（本週的「好可愛。」擔當）
- 新網球王子 U-17 世界盃（跡部景吾）
- 奇米萌 CHIMIMO（地獄先生、旁白）
- 歌之☆王子殿下♪ 真愛ST☆RISH TOURS ～旅途的起始～（神宮寺蓮）
- 我的英雄學院 第6期（相澤消太）
- 百萬噸級武藏（シノアグ・ヴァレス）
- 飆速宅男 LIMIT BREAK（寒咲通司）
- BLUE LOCK 藍色監獄（馬狼照英）
- 秋葉原冥途戰爭（末廣）
- BLEACH 千年血戰篇（葛力姆喬·賈卡傑克）
- 我家師傅沒有尾巴（大黑亭文鳥）

2023年
- 淪落者之夜（納貝流士）
- 魔王學院的不適任者～史上最強的魔王始祖，轉生就讀子孫們的學校～II（梅都因·卡沙）
- 入間同學入魔了！ 第3期（巴力）
- 突然降臨的埃及神2（索貝克）
- REVENGER（遍路の貞）
- TRIGUN STAMPEDE（布萊德）
- 我家的英雄（鳥栖哲雄）
- 在無神世界裡進行傳教活動（貝爾托蘭）
- 地獄樂（天仙）
- 魔法使的新娘 SEASON2（塞斯）
- 她去公爵家的理由（希亞托里希）
- 成為悲劇元凶的最強異端，最後頭目女王為了人民犧牲奉獻（華爾）
- 想當冒險者前往都市的女兒成為S級（貝爾格里夫）
- Paradox Live THE ANIMATION（辰宮晴臣）
- ONE PIECE（綠牛）
- 咒術迴戰 懷玉·玉折 / 澀谷事變（兩面宿儺）
- 狩龍人拉格納（沃迪卡姆）
- MF GHOST 燃油車鬥魂（赤羽海人）
- 凹凸魔女的親子日常（アウリ）
- 葬送的芙莉蓮（琉古納）
- 某大叔的VRMMO活動記（古拉德）
- 聖魔大戰 BIKKURI-MEN（超級惡魔）

2024年
- 王者天下5（昌平君）
- 青之驅魔師 島根啟明結社篇（藤堂三郎太）
- 肌肉魔法使-MASHLE- 神覺者候補選拔試驗篇（萊奧·格蘭茲）
- 我獨自升級（右京將人）
- 愛犬訊號（茶太郎的聲音）
- Astro Note 星際莊的戀愛日記（奈歐斯凱）
- 魔法科高中的劣等生 第3期（十文字克人）
- 我的英雄學院 第7期（相澤消太）
- 黑執事 寄宿學校篇（葬儀社）
- 模擬後宮體驗（中山元邦〈社長〉）
- FAIRY TAIL魔導少年 百年任務（菲利德·賈斯汀）
- 再見，地球（拉布拉克＝曦安）
- 靠廢柴技能【狀態異常】成為最強的我將蹂躪一切（屍人·加德蘭）
- 魔導具師妲莉亞永不妥協（歐茲瓦爾德·佐拉）
- 金肉人 完美超人始祖篇（格里姆雷帕）
- 新網球王子 U-17 WORLD CUP SEMIFINAL（跡部景吾）
- BLUE LOCK 藍色監獄 VS. U-20 JAPAN（馬狼照英）
- 2.5次元的誘惑（日枯陽一）
- MF GHOST 燃油車鬥魂 第2期（赤羽海人）
- 夏目友人帳 漆（的場靜司）
- 鴨乃橋論的禁忌推理 2nd Season（三日月朝的男人／艾利奧特·莫里亞蒂）

2025年
- 天久鷹央的推理病歷表（成瀨隆哉）
- 我獨自升級 Season 2 -Arise from the Shadow-（右京將人）
- 中年男的異世界網購生活（健一）
- 金肉人 完美超人始祖篇 Season 2（格里姆雷帕）
- 神劍闖江湖－明治劍客浪漫譚－ 京都動亂（魚沼宇水）
- 全修。（董事長）
- 青之驅魔師 終夜篇（藤堂三郎太）
- 你和偶像 光之美少女♪（田中）
- 再見，地球 第2期（拉布拉克＝曦安）
- 正義使者 -我的英雄學院之非法英雄-（抹消磁頭／相澤消太）
- 真·武士傳 YAIBA（宮本武藏）
- 祕密的偶像公主 環篇（赤井眼鏡哥）
- 最近的偵探真沒用（名雲桂一郎）
- Silent Witch 沉默魔女的祕密（路易斯·米萊）
- 醜男真戰士（吉岡繁）
- 公爵千金的家庭教師（沃爾特·霍華德）
- 身為暗殺者的我明顯比勇者還強（薩蘭·密斯雷）

時期未定
- 公主騎士的小白臉（馬修）

### OVA
1998年
- 鐵拳 -TEKKEN-（警備員）

2002年
- X（桃生封真）

2003年
- KINGDOM OF CHAOS-BORN TO KILL-（エイド、フラクト）
- 天地無用! 魎皇鬼（九羅密吟鍛）

2005年
- 聖鬥士星矢 冥王哈帝斯冥界篇（天獣星スフィンクスのファラオ）
- 最終幻想VII 降臨之子（曾）
- V・B・ローズ（黑峰巳艶）
- 最终命令 -最终幻想VII-（曾）

2006年
- 網球王子OVA 全國大賽篇（跡部景吾）

2007年
- 網球王子OVA 全國大賽篇 Semifinal（跡部景吾）

2008年
- 街頭霸王IV 〜新的羈絆〜（巴爾羅格）
- 緝毒特搜班（比企真孝）
- 網球王子OVA 全國大賽篇 Final（跡部景吾）
- 異國色戀浪漫譚OVA（亞爾）
- 漂亮爸爸（二条翔）

2009年
- 網球王子OVA ANOTHER STORY 〜過去與未來的訊息〜（跡部景吾）

2011年
- Carnival Phantasm（Archer）
- 學園默示錄（小室孝）
- 網球王子OVA ANOTHER STORY II 〜那個時候的我們〜（跡部景吾）
- 妖精的尾巴OAD 1（弗里德・賈斯汀）

2012年
- 影子籃球員OVA（青峰大輝）

2013年
- 妖精的尾巴OAD 5（弗里德・賈斯汀）
- 暗殺教室（烏間惟臣）※於Jump Super Anime Tour 2013活動上先行上映
- 元氣少女緣結神（毛利霧仁）
- 影子籃球員OVA 22.5Q（青峰大輝）

2014年
- 影子籃球員OVA 41.5Q（青峰大輝）
- 我不受歡迎，怎麼想都是你們的錯！（青松）

2015年
- 黑執事 Book of Murder（葬儀社）
- 晨曦公主（綠龍〈翟鶴〉）
- 無頭騎士異聞錄 DuRaRaRa!!×2 轉 外傳！？ 第13.5話 戀愛故事鏗鏗鏗（特拉格特．蓋伊森德爾福）※劇場先行上映[69]
- 影子籃球員OVA 75.5Q（青峰大輝）

2016年
- 食戟之靈「巧的下町合戰」（葉山煌）
- FAIRY TAIL 妖精們的懲罰遊戲（弗里德）
- 食戟之靈「暑假的繪里奈」（葉山煌）
- 高校星歌劇 第1期 OVA1（鳳樹）[70]
- 高校星歌劇 第1期 OVA2（鳳樹）[70]

2017年
- 食戟之靈 貳之皿「秋月的邂逅」（葉山煌）
- 食戟之靈 貳之皿「遠月十傑」（葉山煌）

2020年
- ACCA13區監察課 Regards（格羅蘇拉）[71]

### 劇場版動畫
2005年
- 網球王子劇場版 跡部的禮物（跡部景吾）
- 網球王子劇場版 二人的武士 The First Game（跡部景吾）

2007年
- 灼眼的夏娜劇場版（“狩人”法利亞格尼）

2010年
- Fate/stay night劇場版 UNLIMITED BLADE WORKS（Archer）

2011年
- UN-GO episode:0 因果論（大野妙心）
- 網球王子劇場版 英國式庭球城決戰!（跡部景吾）

2012年
- 妖精的尾巴劇場版 鳳凰巫女（弗里德・賈斯汀）
- BLOOD-C劇場版 The Last Dark（九頭）

2013年
- 花開物語劇場版 HOME SWEET HOME（次郎丸太郎）

2014年
- 頭文字D劇場版 Legend1 -覺醒-（中里毅）

2015年
- 多啦 A 夢生日篇劇場版 大雄特快與迷之列車獵人（莫莎羅）
- 頭文字D劇場版 Legend2 -闘走-（中里毅）
- 電影 Go！Princess 光之美少女 Go！Go！！豪華三部曲！！！（沃普）

2016年
- 影子籃球員冬季選拔賽總集篇 影與光（青峰大輝）

2017年
- 劇場版 魔法科高中的劣等生 呼喚星星的少女（十文字克人）
- GODZILLA -怪獸惑星-（穆耶爾·加爾格）
- 劇場版 黒執事 Book of the Atlantic（葬儀社）
- 影子籃球員 LAST GAME（青峰大輝）
- NO GAME NO LIFE 遊戲人生 ZERO（愛因茲希）

2018年
- 文豪Stray Dogs DEAD APPLE（織田作之助）
- 我的英雄學院劇場版：兩個人的英雄（相澤消太）

2019年
- 劇場版 歌之☆王子殿下♪ 真愛KINGDOM（神宮寺蓮）
- 我的英雄學院劇場版：英雄新世紀（相澤消太）

2021年
- 机动战士GUNDAM 闪光的哈萨维（肯尼斯·斯萊格）[72]
- 龍馬！The Prince of Tennis 新生劇場版網球王子（跡部景吾）

2022年
- 哆啦A夢電影：大雄的宇宙小戰爭 2021（杜拉可魯魯[73]）
- 偶像夢幻祭！！-Road to Show!!-（亂凪砂）
- 怪盜皇后喜歡馬戲團（旁白）
- 劇場版 歌之☆王子殿下♪ 真愛ST☆RISH TOURS（神宮寺蓮）

2023年
- 黑色五葉草：魔法帝之劍（夜見介大[74]）
- 名偵探柯南：黑鐵的魚影（萊昂 哈特）

2024年
- 機動戰士GUNDAM SEED FREEDOM（馬斯·西緬[75]）
- DEAD DEAD DEMON'S DEDEDEDE DESTRUCTION 惡魔的破壞 前章（中川寬[76]）
- 劇場版 BLUE LOCK 藍色監獄 -EPISODE 凪-（馬狼照英[77]）
- DEAD DEAD DEMON'S DEDEDEDE DESTRUCTION 惡魔的破壞 後章（中川寬）

2025年
- 怪盜皇后的優雅假期（旁白[78]）
- 電影Idol光之美少女你與我♪（田中[79]）
- 机动战士GUNDAM 闪光的哈萨维 喀耳刻的魔女（肯尼斯·斯萊格[80]）

### 網路動畫
2006年
- 幕末機關說（不知火小僧）

2010年
- Starry☆Sky（白銀櫻士郎）

2012年
- 寶可夢 黑2／白2 SP電影介紹（阿克羅瑪）

2014年
- 神羅萬象〜天地神明之章〜（萊森）

2017年
- クレヨンしんちゃん外伝 お・お・お・のしんのすけ（妖怪使い）

2018年
- 「寶貝老闆」×「うんこ漢字ドリル」コラボ動画「任務編」「協力編」「子犬編」（うんこ先生）
- 異世界居酒屋〜古都艾塔莉亞的居酒屋阿信〜（海米娜的父親、布蘭塔諾男爵）
- 衛宮家今天的餐桌風景（Archer）
- 怪物彈珠（馬爾克特）

2019年
- バトルスピリッツ サーガブレイヴ（旁白）
- Levius列比烏斯（札克斯．格林威爾）

2020年
- 蟲籠的卡伽斯特爾（卡西姆）
- 鋼彈創鬥者 潛網大戰Re:RISE（虎狼）

2021年
- 告訴我吧北齋!-THE ANIMATION-（白隱慧鶴）
- 夜之國（夜）
- 終末的女武神（赫耳墨斯）
- 鋼彈創壞者 對戰風雲錄（加島勇）
- 超級小偷（喬許〈幽靈〉）
- IDOL LAND 星光樂園（赤井眼鏡哥）
- 鬼新娘渴望被吃掉（酒吞童子）

2022年
- ULTRAMAN 超人力霸王（佩丹特星人）
- 小太郎一個人生活（田丸勇[81]）
- 四疊半時光機藍調（城崎學長）

2023年
- 終末的女武神II（赫耳墨斯）

2024年
- 餓狼傳：孤狼之道（篠一郎[82]）

2025年
- 終末的女武神III（赫耳墨斯[83]）

### 遊戲
- [PS3]テイルズ オブ エクシリア 2（クロノス）
- [PS3/XBOX360]阿修羅之怒（夜叉）
- [PS4]仁王（遊戲）（猿飛佐助）
- 鐵拳6（拉斯·阿歷山達臣）
- 鐵拳7（拉斯·阿歷山達臣）
- 無雙OROCHI Z（弁慶）
- 無雙OROCHI 2（弁慶）
- DUEL SAVIOR DESTINY（赦剎爾）
- [PS2]Fate/stay night Réalta Nua[[[Wikipedia:格式手册/链接#章節|錨點失效]]]（Archer）
- [PSP]Fate/tiger colosseum（Archer）
  - [PSP]Fate/tiger colosseum UPPER（Archer）
- Fate/unlimited codes（Archer）
- [PSP]Fate/EXTRA（Archer）
- 最终幻想X（希莫尔）
  - 最终幻想X-2
- Daylight（ミッミ）
- BLEACH系列（葛力姆喬·賈卡傑克）
- [DS]召喚夜響曲 X ～TEARS CROWN～（樊古）
- [DS]吸血鬼骑士DS（架院曉）
- [PC]Starry☆Sky ～in Winter～（白銀櫻士郎）
- [PC][[壳之少女]、[虚之少女]] （时坂玲人）
- [PS2]VitaminZ（日语：VitaminZ）（加賀美蘭丸）
  - [PSP]VitaminZ Revolution
- [PS2/PSP]Last Escort -Club Katze-（三之宫柊）
- [DS]心跳回憶 Girl's Side 3rd Story（櫻井琥一）
- [PSP]うたの☆プリンスさまっ♪（神宮寺莲）
  - [PSP]
  - [PSP]
  - [PSP]
  - [PSP]
- [PC/PS2/DS]阿拉伯迷情（日语：アラビアンズ・ロスト）（斯图亚特·辛克）
- [PS2]Edel Blume（日语：エーデルブルーメ）（巴拉朱·冯·伊修特凡）
- [PS2]S.Y.K ～新说西游记～（日语：S.Y.K 〜新説西遊記〜）（悟空）
  - [PS2]S.Y.K ～莲咲传～
  - [PSP]S.Y.K ～新说西游记～ 携带版
  - [PS2]S.Y.K ～莲咲传～ 携带版
- [PC]三国恋战记 ～少女的兵法！～（公瑾）
- [PSP]絶対迷宫グリム 七つの键と楽园の乙女（いばらの王子）
- [DS]堕天使的甜蜜诱惑×快感指令（日语：快感フレーズ）（藤堂雪文）
- [PC]Double Reaction!（杰克·神崎三世）
  - [PS2]Double Reaction! PLUS
- [DS]天下一★战国LOVERS DS（伊达成实）
- [DS]DUEL LOVE 恋爱少女是胜利女神（日语：DUEL LOVE 恋する乙女は勝利の女神）（迈可·詹尼尼）
- [PS2]转生八犬士封魔录（日语：転生八犬士封魔録）（矢尾春辅）
- [PS2]幕末恋华 花柳剑士传（日语：幕末恋華 新選組）（辰巳）
- [PS2]（宝生桔梗）
- [PSP]遙かなる時空の中で5（天海）
- [PC]公主奇缘（日语：パレドゥレーヌ）（黑贵族）
  - [PC]
- [PS2]（橘敦彦）
- [PS2]幻影少年 cross road（白银）
- [PS2]（佐伯绚人）
- [PS2]Real Rode（诺伊）
- [PS2]令娘探侦 ～オフィスラブ事件慕～（金刚寺龙辉）
- [PSP]ペルソナ3 ポータブル  P3P（テオドア）
- [PSP]いざ、出陣！恋戦（織田信長）
- [PC]籠の中のアリシス（カイト）
- [PSP]新說封神演義（蘇妲己）
- 超級機器人大戰系列
  - [PS2]超級機器人大戰Scramble Commander the 2nd（史汀格·歐格雷）
  - [PS2]超級機器人大戰Z（史汀格·歐格雷、愛力克斯·史密斯）
  - [PSP]第2次超級機器人大戰Z 破界篇（愛力克斯·史密斯）
  - [PSV/PS3]第3次超級機器人大戰Z 時獄篇（亞德凡特）
- [PC]文豪與煉金術師（芥川龍之介）
- [PS3][英雄傳說]［閃之軌跡］（劫炎馬克邦）
- [PC] 刀劍亂舞 （千子村正）
- 戀愛警報異能特勤部（花神棗）
- 在茜色的世界中與君詠唱（芹沢鴨）
- 偶像夢幻祭（亂凪砂）
- ［美男革命◆愛麗絲與戀之魔法］(シリウス＝オズワルド（Sirius=Oswald）天狼星=奧斯華德)
- 夢王國與沉睡中的100位王子殿下（道格拉斯）
- 白貓Project（阿納森）
- 蒼翼默示錄（雷利烏斯・克洛弗）
- 明日方舟（乌有）
- 食物語（小雞燉蘑菇、素蒸音聲部）
- 少女的王座（德威特•馮•蘭德弗爾克）
- heliosR (ヴィクター・ヴァレンタイン)
- 異度神劍2 (麥佩尼/馬爾貝尼)
- 未定事件簿（左然/左京靜真）
- 时空中的绘旅人 （罗夏・罗斯切尔德）
- 薑餅人王國（黑巧克力餅乾）
- 白夜極光（瀧）
- 洛克人系列 （奧米加傑洛）
  - 洛克人Zero 3（日语：ロックマンゼロ3）
  - 洛克人ZX
  - 洛克人X DiVE（日语：ロックマンX DiVE）

2015年
- Fate/Grand Order（Emiya、齊格飛、Emiya〔Alter〕、迷你Nobu〔Archer〕）

2018年
- 無雙OROCHI 3（弁慶）

2019年
- JUMP FORCE（葛力姆喬·賈卡傑克）

2020年
- 最终幻想VII重制版 （页面存档备份，存于）（曾）
- 寶可夢大師（庫庫伊博士/皇家蒙面人）

2022年
- 刀劍亂舞無雙 （千子村正）

2023年
- 守望傳說（克勞德）
- 聖火降魔錄 Engage（帝亞曼德）
- 聖火降魔錄 英雄雲集（帝亞曼德）

2025年
- Fate/EXTRA Record（Archer）
- 崩壞：星穹鐵道（Archer)(Fate/stay night聯動角色)
- 伊瑟（赫爾基德）

### 朗讀劇
2013年
- MARS RED（前田義信中佐） MARS REDS （页面存档备份，存于）

2014年
- Valkyrie ～Story from RHINE GOLD～（ジークフリート）Valkyrie ～Story from RHINE GOLD～ （页面存档备份，存于）

2015年
- The ONE（斎藤 一）The ONE （页面存档备份，存于）
- MARS RED（山上德一） MARS REDS （页面存档备份，存于）
- みつあみの神様 みつあみの神様 （页面存档备份，存于）

2016年
- さよならソルシエ（テオドルス）  さよならソルシエ （页面存档备份，存于）

2017年
- BLOOD＋ BLOOD+ 〜彼女が眠る間に〜 （页面存档备份，存于）

### 外語配音（吹替）
韓劇
- 孤單又燦爛的神－鬼怪（金信）
- 魷魚遊戲（西裝男）

中劇
- 山河令（溫客行）

動畫電影
- 變形金剛初始篇（御天至尊）

### 布袋戲
2016年
- Thunderbolt Fantasy 東離劍遊紀（殤不患）

2017年
- Thunderbolt Fantasy 生死一劍（殤不患）

2018年
- Thunderbolt Fantasy 東離劍遊紀2（殤不患）

2019年
- Thunderbolt Fantasy 西幽玹歌（啖劍太歲/殤不患）

2021年
- Thunderbolt Fantasy 東離劍遊紀3（殤不患）

2024年
- Thunderbolt Fantasy 東離劍遊紀4（殤不患）

2025年
- Thunderbolt Fantasy 東離劍遊紀最終章（殤不患）

### 特攝
2009年
- 侍戰隊真劍者（第11、12幕－舞首ウシロブシ）

2016年
- 假面騎士EX-AID（旁白、天崎戀（洗腦）、拉夫利卡）

2020年
- 超級銀河格鬥（2020年至今，阿布索留特塔爾塔羅斯）

2021年
- 超人力霸王Trigger（阿布索留特塔爾塔羅斯）

2023年
- 超人力霸王雷古洛斯（阿布索留特塔爾塔羅斯）

### 廣播節目
※粗斜體表示者為仍在播放中的節目。
- BLEACH “B” STATION（2007年7月）
- COSMIC HEAT ISLAND
- COSMIC BOOMBOOM STREET
- Fate/stay tune UNLIMITED RADIO WORKS
- Interchannel presents「祝100タイトル達成 諏訪部順一のグッドバイからはじめよう」
- RADIO 阿拉伯迷情
- RADIO アラビアンズ・ロスト
- RADIO おとこぐみ 〜L.A〜
- Starry☆Sky 〜星月學園新聞部〜
- SHINING FORCE FURTHER ~ FORCE全開RADIO~
- SOUND EDIT
- 魔法（與聲優清水香里共同主持）
- 魔法人力派遣公司 〜魔法使い、しゃべります!
- 魔法人力派遣公司 〜魔法使い、もっともっとしゃべります!
- 吸血鬼騎士 黑主學園放送部
- 無敵偵探貴公子
- 網球王子 オン・ザ・レイディオ
- 隱王 WEBラジオ 灰狼衆編「灰狼衆にいらっしゃい」
- 生命保険なるほど教室
- あまつき やみつき RADIO
- 妄想エステ スペシャル
- 超! Mobile A&G Presents「諏訪部順一の電気人間エルパソ ニャンニャン」
- 超! Mobile A&G presents 諏訪部順一の生放送！
- 超! Mobile A&G presents バトスピ大好き声優の生放送！（與聲優阪口大助、菅沼久義共同主持）
- 集英学園乙女研究部（與聲優高橋廣樹共同主持）
- 集英学園乙女研究部（　）（2005年4月起的新型態，每週放送括號中的字都會不同，與聲優鈴木達央共同主持）
- 集英学園大學 マン研
- 諏訪部順一の電気人間エルパソ
- 諏訪部順一・西田雅一の覚醒チューン！（與聲優西田雅一共同主持）
- 月刊男前通信「月刊諏訪部順一」
- 俳協 45th ANNIVERSARY 「Party Radio」（與聲優岸尾大輔、浪川大輔、皆川純子、大原さやか、折笠富美子共同主持）
- 工口×工口
- アニプレックスアワー ハガレン放送局
- ファミリー文化放送スペシャル2003‐2004 第6部「A&G年またぎの夢を見よう!アゴましておめでとう」
- ロンハールーム（與聲優石川英郎共同主持）

### 旁白
- 電視節目

- NHK
  - MUSIC JAPAN（総合テレビ、新世紀アニソンSP.2）
  - 月刊PGAツアーハイライト（BS1）
  - 城・王たちの物語・千年の王宮・プラハ城・刻まれた民族の記憶（BS hi）
  - 平成19年度チャンピオン大会（総合テレビ、2008年3月1日）
  -  @キャンパス エコスペシャル（総合テレビ）
  - （BS1）
  - 地球テレビ エル・ムンド（BS1）
  - （教育テレビ）
  - （教育テレビ）
  - ．第458回 SONGSが変わる！スペシャル（NHK総合 2018年5月12日）

- 日本電視台
  - 1ポンドの福音 絶対見たくなる!恋の大逆転徹底ガイド
  - 新番組『1ポンドの福音』第1ラウンドまでもう待てないSP
  - 土曜ドラマ『1ポンドの福音』今夜の決戦前におさらいSP
  - 99プラス
  - AKB48『桜からの手紙』徹底ナビSP
  - AKB48ドラマ「桜からの手紙」最終回直前!徹底ナビSP
  - 恋のチューンネップ（広島テレビ）
  - サイコドクター(第八話東条美容外科CM)
  - サタデーバリューフィーバー「オカネのニオイ」
  - 新 料理東西軍（読売テレビ）
  - 友近の今夜だけ☆CM女王（読売テレビ）
  - ナイナイ&キャイ〜ン トークSP
  - ブサイク変身大作戦
  - 藤井隆 憧れのアメリカンライフ〜タカッシクス・ドリーム〜（読売テレビ）
  - ホカベン＆先生はエライっ! 春ドラマみどころ特集

- TBS
  - b
  - Sing! Sing! Sing!

- 富士電視台
  - 1ヶ月スクール
  - NEWSがエール!燃えろ全日本!
  - FNS27時間テレビ みんな“なまか”だっ!ウッキー!ハッピー!西遊記（TEN竺ボウリング）
  - えすえふ
  - オリキュン
  - 決定!今年のスポーツ名珍場面ベスト100!超〜気持ちイイ生放送スペシャル
  - 力あわせてゴーゴゴー!!
  - ネプ&くりぃむのラスベガスへ行くのは誰だシルク・ドゥ・ソレイユってスゴいぞ
  - 胸さわぎの土曜日
  - 笑う犬シリーズ
    - 笑う犬の生活
    - 笑う犬の冒険
    - 笑う犬の発見

- 朝日電視台
  - シネマエクスプレス
  - 女子ゴルフ応援宣言 プロのスゴ技対決2009
  - 超豪華!!女子プロ花の6人娘!ゴルフ対決!!2008
  - 人気者でいこう!（朝日放送）
  - ハリコレ
  - レッドクリフ 完全攻略への道
  - Break Out (テレビ番組)

- 東京電視台系列
  - MUSIC BAZAR
  - イカリングの面積
  - 沖縄からの熱い風〜沖縄ストリートスタイルフェスティバル2006
  - おはスタ
  - 格闘技系特番
  - シネマ通信
  - ドライブ A GO!GO!
  - 日曜ビッグバラエティ まだまだあった!日本全国!出身タレント推薦!絶品ご当地B級グルメBEST30
  - 破壊王プロレス ZERO-ONE
  - どハッスル
  - Hello! Morning
  - ビューティー紀行〜中国"美・食・癒し"旅〜
  - 神奇寶貝動畫版放送10周年記念
  - 火曜エンタテイメント!“ワケあり”で儲かったワケ教えますSP

- BS・CS
  - ENJOY THE GAME
  - Making the MTV UNPLUGGED：布袋寅泰
  - Tennis Communication! テニスの日
  - THE FUNKY HORROR SHOW
  - TwellV クルマ File Vol.4 「コルベット」
  - ULTRA COUNT DOWN
  - WEEKLY JLC
  - WRC2002 〜ザ・ラリー〜
  - アスリートの扉
  - 映画大王 MOVIE TYCOON
  - 大人時間
  - カウントダウン!ここが注目FIFAワールドカップ
  - 攻殻機動隊 STAND ALONE COMPLEX インターバル特典映像BIOS
  - シネマNAVI
  - 白黒つけるぜ！『メイキング・オブ・ゼブラーマン』
  - 「スティーヴン・キングのキングダム・ホスピタル」スペシャル
  - バラの舞踏会
  - 放送直前!「遙かなる時空の中で3 〜終わりなき運命〜」
  - ヘルボーイ
  - みちのくプロレス「ケッパレ1」
  - マツキヨ@エンタ
  - わたしの大人流儀

- 其他電視台
  - クワバタオハラのラーメン屋さん「言っちゃいな!」（信越放送）
  - シネマチョップ（東映チャンネル）
  - そのまんま宮崎こんね〜
  - 東京ディズニーリゾート・パーフェクトガイド
  - どげんかせんといケンテイ（宮崎放送他）
  - ハッスル・ハッスル（東海テレビ）
  - ファイト!川崎フロンターレ（テレビ神奈川）

- 其他電視節目
  - アクアからのメッセージ
  - ジャンボ宝くじ
  - 特単(R)730 TOEIC(R)TESTスコア直結ボキャビル
  - ハッスル
  - ハッスル注入DVDシリーズ
  - ファミ通WaveDVD
  - まこと学ぶ英語の本 for iPad

- 其他
  - NHK教育 こどもにんぎょう劇場ブレーメンの音楽隊（泥棒の兄貴分の子分）
  - テレビ埼玉 モテ福（モテ福ネハン）
  - きみいろ×スカイ（VOMICテーマソング第2弾）
  - 俺とスネオとルイコスタ（FAMI通WaveDVD）
  - CHARACTER VOICE CALENDAR（月刊Newtype）
  - 恋のダイヤル＊15（FAMI通WaveDVD）
  - スワベジュンイチの『 』（声優グランプリ）
  - スワベジュンイチpresents.『ボクタベ』〜I can't eat more...〜（声優アニメディア）
  - ポケットモンスター ブラック2・ホワイト2 紹介SPムービー（アクロマ）
  - Cinema通信
  - JAMBO彩券

## 外部連結
- 諏訪部順一的X（前Twitter）
- http://ameblo.jp/zenraojisan/ （页面存档备份，存于）（日語）
- 俳協藝人簡介－諏訪部順一 （页面存档备份，存于）（日語）
- 諏訪部順一Instagram （页面存档备份，存于）